# Pomatostome d'Isidore
Garritornis isidorei
Genre
Espèce
Synonymes
 * Pomatostomus isidorei
Statut de conservation UICN

 LC  : Préoccupation mineure
Le Pomatostome d'Isidore (Garritornis isidorei) est une espèce de passereaux de la famille des Pomatostomidae.
Son nom est en hommage à Isidore Geoffroy Saint-Hilaire.

## Répartition
On le trouve en Nouvelle-Guinée.

## Habitat
Il habite les forêts humides tropicales et subtropicales en plaine.

## Sous-espèces
D'après la classification de référence (version 5.2, 2015) du Congrès ornithologique international, cette espèce est constituée des deux sous-espèces suivantes :
- Garritornis isidorei calidus
- Garritornis isidorei isidorei